# Fantasy (Phantasialand)

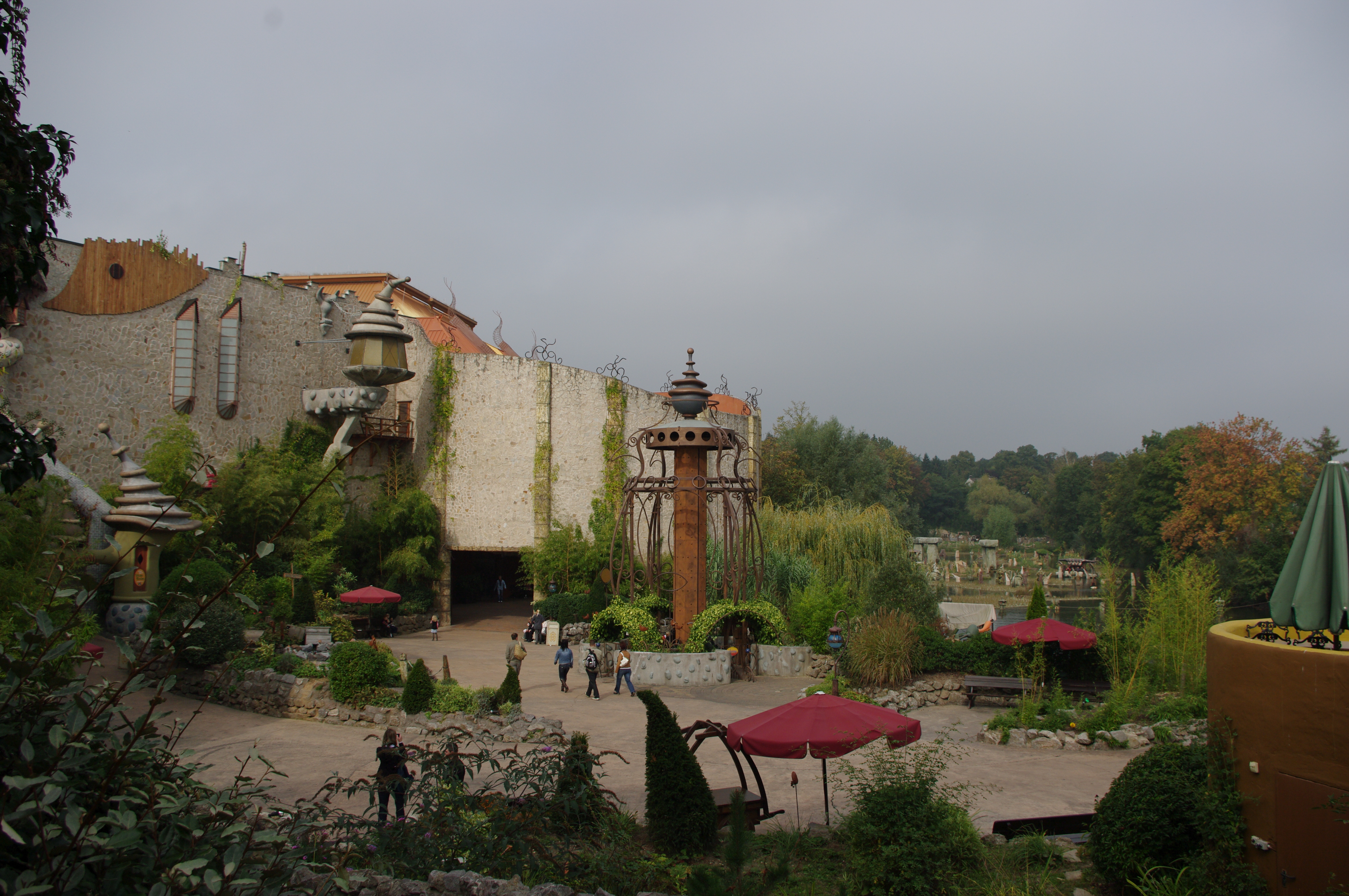
Een overzicht van Wuze Town

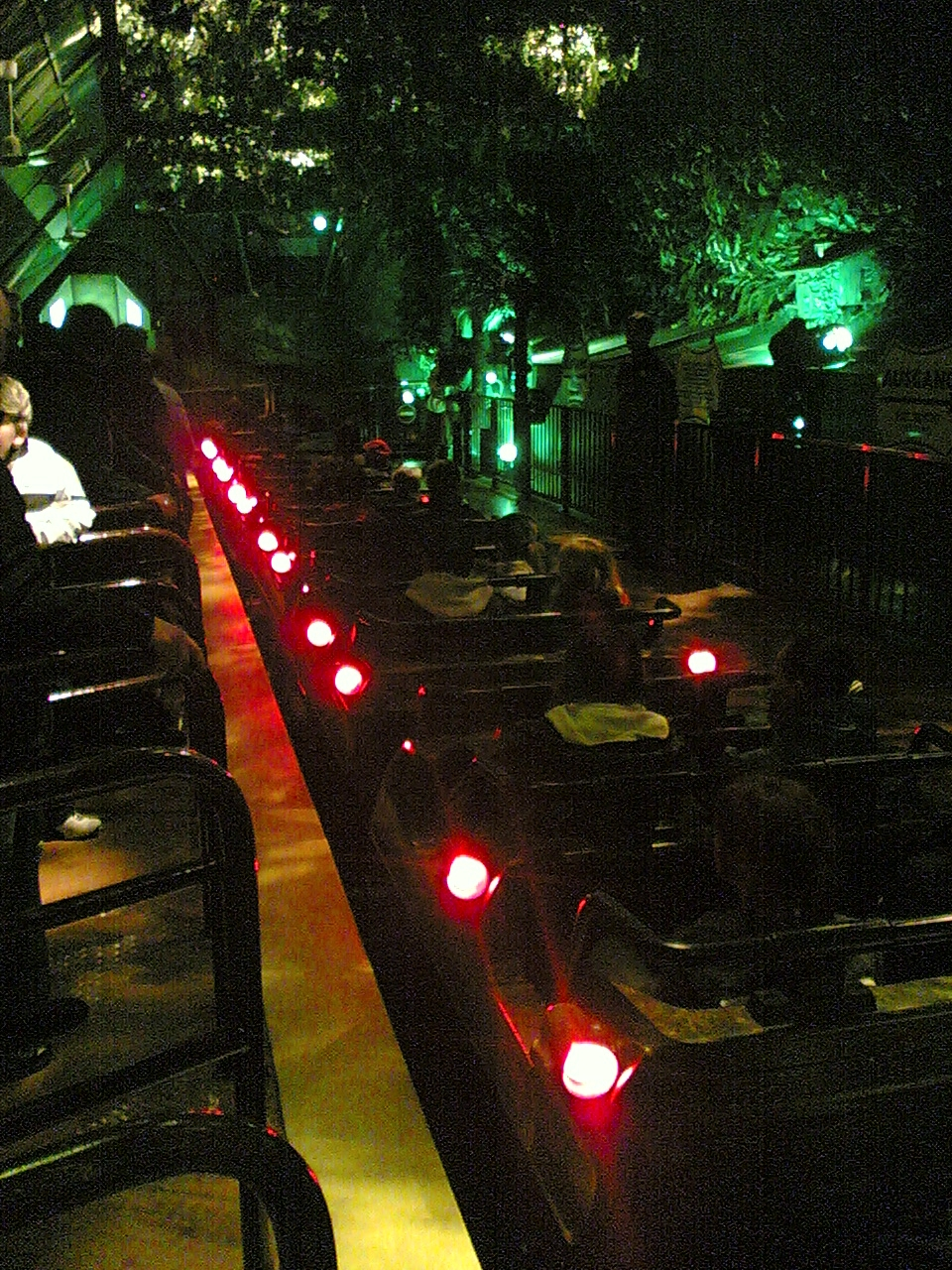
Crazy Bats, de langste indoor achtbaan ter wereld

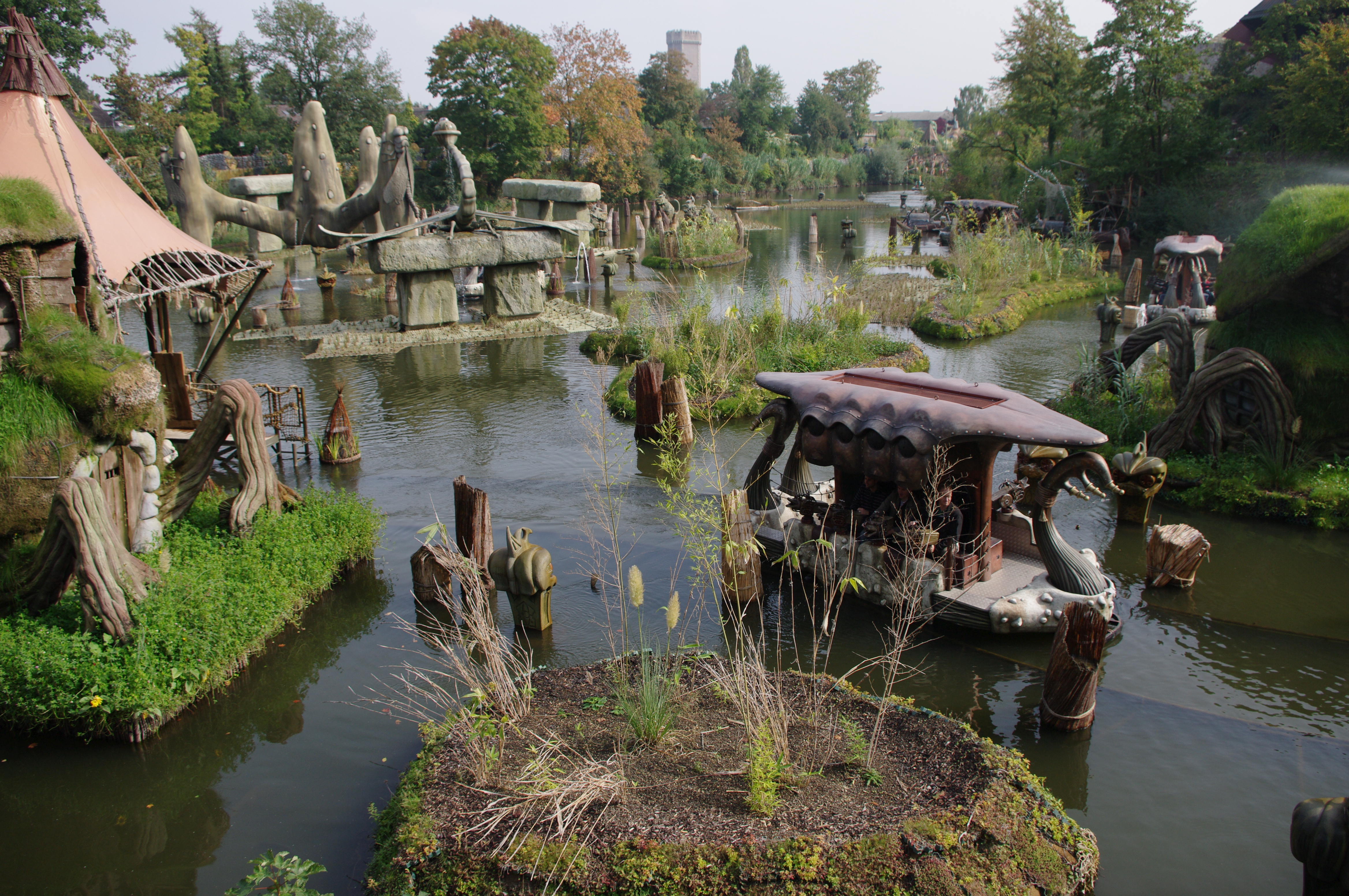
De Boot-Rit Wakobato

Fantasy is een themagebied in het Duitse attractiepark Phantasialand.

## Beschrijving

### Wuze Town
In het themagedeelte is ook nog een kleiner, op zichzelf staand themagedeelte te vinden: Wuze Town. In Wuze Town wonen de zogenaamde "Wuzen". Dit is een door ontwerper Eric Daman verzonnen volkje. De attracties in Wuze Town zijn ook gethematiseerd naar dit volkje.

### Attracties
In Fantasy bevinden zich de meeste attracties van heel Phantasialand. Hieronder een opsomming:

#### Algemeen
- Crazy Bats

#### Wuze Town
- Würmling Express
- Der lustige Papagei
- Wolke's Luftpost
- Die fröhliche Bienchenjagd
- Wakobato
- Winja's Fear & Winja's Force
- Tittle Tattle Tree
- Wirtl's Taubenturm
- Wözl's Wassertreter
- Wuze Town Kinderland
- Octowuzy